# Isländische Eishockeyliga 1994/95
Die Saison 1994/95 war die vierte Spielzeit der isländischen Eishockeyliga, der höchsten isländischen Eishockeyspielklasse. Meister wurde zum insgesamt vierten Mal in der Vereinsgeschichte Skautafélag Akureyrar.

## Modus
In der Hauptrunde absolvierten die vier Mannschaften jeweils sechs Spiele. Die beiden bestplatzierten Mannschaften qualifizierten sich für das Meisterschaftsfinale. Für einen Sieg erhielt jede Mannschaft zwei Punkte, bei einem Unentschieden gab es einen Punkt und bei einer Niederlage null Punkte.

## Hauptrunde

### Tabelle
|    | Klub                         | Sp | S | U | N | Tore   | Punkte |
| -- | ---------------------------- | -- | - | - | - | ------ | ------ |
| 1. | Skautafélag Akureyrar        | 6  | 6 | 0 | 0 | 107:19 | 12     |
| 2. | Ísknattleiksfélagið Björninn | 6  | 4 | 0 | 2 | 055:51 | 8      |
| 3. | Skautafélag Reykjavíkur      | 6  | 1 | 1 | 4 | 029:78 | 3      |
| 4. | Skautafélag Akureyrar II     | 6  | 0 | 1 | 5 | 022:81 | 1      |

Sp = Spiele, S = Siege, U = unentschieden, N = Niederlagen, OTS = Overtime-Siege, OTN = Overtime-Niederlage, SOS = Penalty-Siege, SON = Penalty-Niederlage

## Finale
- Skautafélag Akureyrar – Ísknattleiksfélagið Björninn 18:7, 11:5